# Sterculia schliebenii
Sterculia schliebenii là một loài thực vật thuộc họ Sterculiaceae. Loài này có ở Kenya, Mozambique, và Tanzania.